# Nowe Miasteczko
Nowe Miasteczko là một thị trấn thuộc huyện Nowosolski, tỉnh Lubuskie ở tây Ba Lan. Thị trấn có diện tích 3 km². Đến ngày 1 tháng 1 năm 2011, dân số của thị trấn là 2833 người và mật độ 861 người/km².